# (24836) 1995 TO1
(24836) 1995 TO1 est un astéroïde de la ceinture principale d'astéroïdes découvert en 1995.

## Description
(24836) 1995 TO1 a été découvert le 14 octobre 1995 à la station de Xinglong, dans la province chinoise d'Hebei (Chine), par le Beijing Schmidt CCD Asteroid Program.

### Caractéristiques orbitales
L'orbite de cet astéroïde est caractérisée par un demi-grand axe de 2,57 UA, un périhélie de 2,27 UA, une excentricité de 0,12 et une inclinaison de 2,52° par rapport à l'écliptique. Du fait de ces caractéristiques, à savoir un demi-grand axe compris entre 2 et 3,2 UA et un périhélie supérieur à 1,666 UA, il est classé, selon la JPL Small-Body Database, comme objet de la ceinture principale d'astéroïdes.

### Caractéristiques physiques
(24836) 1995 TO1 a une magnitude absolue (H) de 15,4 et un albédo estimé à 0,566.